# Pseudorhacochelifer spiniger
Espèce
Synonymes
- Rhacochelifer spiniger Mahnert, 1978

Pseudorhacochelifer spiniger est une espèce de pseudoscorpions de la famille des Cheliferidae.

## Distribution
Cette espèce est endémique d'Algarve au Portugal.

## Publication originale
- Mahnert, 1978 : Zwei neue Rhacochelifer-Arten aus dem westlichen Mediterrangebiet und Wiederbeschreibung von Chelifer heterometrus L. Koch. Comptes Rendus des Séances de la Société de Physique et d'Histoire Naturelle de Genève, nouvelle série, vol. 12, p. 14-24.